# 亞洲地區世界遺產列表
亚洲地区世界遗产列表目前包括27个亚洲各国家的世界遗产，這裡的“亚洲”包括俄羅斯的亞洲部分。

## 注记
在列表中，文代表文化遗产，自代表自然遗产，自文代表双重遗产。
国家順序参照联合国教科文组织官方的世界遗产列表（页面存档备份，存于）排列，基本按照国家英文/法文名称的首字母排列；個別国家遗产项目依照列入世界遗产时间排列,但由於官方排列顺序时有变化，所以可能与當前官方顺序不一致。

## 阿富汗（2項）
2項文化遺產。
- 查姆回教寺院尖塔和考古遗址（文，2002年）
- 巴米揚谷的文化景觀和考古遺址（文，2003年）

## 亞美尼亞（3項）
3項文化遺產
- 哈格帕特修道院和薩那欣修道院（文，1996年，2000年）
- 埃奇米阿津教堂與兹瓦尔特诺茨考古遗址（文，2000年）
- 格加爾德的隱修院和上阿扎特山谷（文，2000年）

## 澳大利亚（19项）
3项文化遗产，12项自然遗产，4项双重遗产。
- 卡卡杜国家公园（自文，1981年，1987年，1992年）
- 大堡礁（自，1981年）
- 威兰德拉湖区（自文，1981年）
- 塔斯马尼亚荒野（自文，1982年，1989年）
- 豪勋爵群岛（自，1982年）
- 澳大利亚的冈瓦纳雨林（自，1986年，1994年）
- 烏魯魯－卡塔丘塔國家公園（自文，1987年，1994年）
- 昆士兰湿热带地区（自，1988年）
- 西澳大利亚的鯊魚灣（自，1991年）
- 弗雷澤島（自，1992年）
- 澳大利亚哺乳动物化石地点群（英语：Australian Fossil Mammal Sites (Riversleigh / Naracoorte)）（里弗斯利/纳拉库特）（自，1994年）
- 赫德岛和麦克唐纳群岛（自，1997年）
- 麦夸里岛（自，1997年）
- 大蓝山山脉地区（自，2000年）
- 波奴魯魯國家公園（自，2003年）
- 皇家展览馆和卡尔顿园（文，2004年）
- 悉尼歌剧院（文，2007年）
- 澳大利亚监狱遗址（文，2010年）
- 宁格罗海岸（自，2011年）

## 阿塞拜疆（2项）
2項文化遺產
- 城牆圍繞的巴庫城及其希尔万沙宫殿和少女塔（文，2000年）
- 戈布斯坦岩石艺术文化景观（文，2007年）

## 巴林（2项）
2项文化遗产。
- 巴林堡—古代港口和迪尔门首都（文，2005年）
- 珍珠養殖，見證海島經濟（英语：Bahrain Pearling Trail）（文，2012年）

## 孟加拉国（3项）
2项文化遗产，1项自然遗产。
- 巴凯尔哈特清真寺历史名城（文，1985年）
- 帕哈尔普尔的佛教毗诃罗遗址（文，1985年）
- 孙德尔本斯国家公园（自，1997年）

## 柬埔寨（3项）
3项文化遗产。
- 吴哥古迹（文，1992年）
- 柏威夏寺（文，2008年）
- 三波雷卡寺（文，2017年）

## 中國（57项）
37项文化遗产，14项自然遗产，4项双重遗产。（其中1项文化遗产与哈萨克斯坦、吉尔吉斯斯坦共有）
- 泰山（自文，1987年）
- 长城（文，1987年）
- 北京及瀋陽的明清皇家宮殿（文，1987年，2004年）：北京故宫（1987年）-沈阳故宫（2004年）
- 莫高窟（文，1987年）
- 秦始皇陵（文，1987年）
- 周口店北京人遗址（文，1987年）
- 黄山（自文，1990年）
- 九寨沟风景名胜区（自，1992年）
- 黄龙风景名胜区（自，1992年）
- 武陵源风景名胜区（自，1992年）
- 承德避暑山庄和外八庙（文，1994年）
- 曲阜的孔庙、孔林、孔府（文，1994年）
- 武当山古建筑群（文，1994年）
- 拉薩布達拉宮歷史建築群（文，1994年，2000年，2001年）：布达拉宫（1994年）-大昭寺（2000年）-罗布林卡（2001年）
- 庐山国家公园（文，1996年）
- 峨眉山风景区，含乐山大佛风景区（自文，1996年）
- 丽江古城（文，1997年）
- 平遥古城（文，1997年）
- 苏州古典园林（文，1997年，2000年）：网师园、环秀山庄、留园、拙政园（1997年）-沧浪亭、狮子林、艺圃、耦园、退思园（2000年）
- 北京皇家园林－颐和园（文，1998年）
- 北京皇家祭坛－天坛（文，1998年）
- 武夷山（自文，1999年）
- 大足石刻（文，1999年）
- 青城山与都江堰（文，2000年）
- 皖南古村落—西递、宏村（文，2000年）
- 龙门石窟（文，2000年）
- 明清皇家陵寝（文，2000年，2003年，2004年）：明显陵、清东陵、清西陵（2000年）-明孝陵、明十三陵（2003年）-盛京三陵（2004年）
- 云冈石窟（文，2001年）
- 云南三江并流保护区（自，2003年）
- 高句丽王城、王陵及贵族墓葬（文，2004年）
- 澳門歷史城區（文，2005年）
- 四川大熊猫栖息地（自，2006年）
- 殷墟（文，2006年）
- 中國南方喀斯特（自，2007年，2014年）：雲南石林、荔波喀斯特、武隆喀斯特（2007年）-桂林喀斯特、環江喀斯特、金佛山喀斯特、施秉喀斯特（2014年）
- 開平碉樓與村落（文，2007年）
- 福建土楼（文，2008年）
- 三清山国家公园（自，2008年）
- 五台山（文，2009年）
- 登封“天地之中”历史建筑群（文，2010年）
- 中国丹霞（自，2010年）：贵州赤水、福建泰宁、湖南崀山、广东丹霞山、江西龙虎山（包括龟峰）、浙江江郎山
- 杭州西湖文化景观（文，2011年）
- 元上都遗址（文，2012年）
- 澄江化石地（自，2012年）
- 新疆天山（自，2013年）
- 红河哈尼梯田文化景观（文，2013年）
- 大运河（文，2014年）
- 丝绸之路：长安-天山廊道路网（文，2014年，与哈萨克斯坦、吉尔吉斯斯坦共有）
- 土司遺址（文，2015年）包括湖南永順老司城遺址、湖北恩施唐崖土司城遺址、貴州遵義海龍屯
- 左江花山岩画文化景观（文，2016年）
- 湖北神农架（自，2016年）
- 青海可可西里（自，2017年）
- 鼓浪嶼國際歷史社區（文，2017年）
- 梵净山（自，2018年）
- 中国黄（渤）海候鸟栖息地（第一期）（自，2019年）
- 良渚古城遗址（文，2019年）
- 泉州：宋元中国的世界海洋商贸中心（文，2021年）
- 普洱景迈山古茶林文化景观（文，2023年）

## 塞浦路斯（3项）
3项文化遗产
- （文，1980年）
- 特罗多斯地区的彩绘教堂（英语：Painted Churches in the Troodos Region）（文，1985年，2001年）
- 乔伊鲁科蒂亚（文，1998年）

## 格鲁吉亚（3项）
3项文化遗产
- 姆茨赫塔的历史古迹群（文，1994年）
- 格拉特修道院（文，1994年）(巴格拉特主教座堂（文，1994年-2017年）)
- 上斯瓦内蒂（文，1996年）

## 印度（37项）
29项文化遗产，8项自然遗产（其中1项与法国、瑞士、比利时、德国、阿根廷、日本共有）。
- 阿旃陀石窟群（文，1983年）
- 埃洛拉石窟群（文，1983年）
- 阿格拉古堡（文，1983年）
- 泰姬陵（文，1983年）
- 科纳拉克太阳神庙（文，1984年）
- 默哈伯利布勒姆古迹群（英语：Group of Monuments at Mahabalipuram）（文，1984年）
- 加济兰加国家公园（自，1985年）
- 马纳斯野生动植物保护区（自，1985年）
- 凯奥拉德奥国家公园（自，1985年）
- 果阿的教堂和会院（文，1986年）
- 克久拉霍古迹组群（文，1986年）
- 亨比古迹组群（文，1986年）
- 法塔赫布尔西格里（文，1986年）
- 帕塔达卡尔古建筑群（文，1987年）
- 象岛石窟（文，1987年）
- 朱罗王朝现存的神庙（英语：Great Living Chola Temples）（文，1987年，2004年）：坦贾武尔的布里哈迪希瓦拉神庙（1987年）-康凯康达秋里斯瓦拉姆神庙（英语：Brihadisvara_Temple,_Gangaikonda_Cholapuram）、达拉苏拉姆的艾拉瓦德斯瓦拉神庙（英语：Airavatesvara_Temple）（2004年）
- 孙德尔本斯国家公园（自，1987年）
- 楠達戴維山國家公園和花谷國家公園（自，1988年，2005年）：楠达德维国家公园（英语：Nanda_Devi_National_Park）（1988年）-花谷国家公园（2005年）
- 桑吉的佛教古迹（文，1989年）
- 德里的胡马雍陵（文，1993年）
- 德里的顾特卜塔及其古建筑（英语：Qutb Minar and its Monuments, Delhi）（文，1993年）
- 印度的山地铁路（英语：Mountain railways of India）（文，1999年，2005年，2008年）：大吉岭喜马拉雅铁路（1999年）-尼尔吉里山铁路（英语：Nilgiri Mountain Railway）（2005年）-卡尔卡-西姆拉铁路（2008年）
- 菩提伽耶的摩诃菩提寺建筑群（文，2002年）
- 比莫貝特卡石窟（文，2003年）
- 尚庞–巴瓦加德考古公园（文，2004年）
- 贾特拉帕蒂·希瓦吉终点站（原维多利亚终点站）（文，2004年）
- 红堡建筑群（文，2007年）
- 斋浦尔的简塔·曼塔（文，2010年）
- 西高止山脉（自，2012年）
- 拉贾斯坦邦的山地要塞（文，2013年）
- 古吉拉特邦帕坦县皇后阶梯井（文，2014年）
- 大喜马拉雅山脉国家公园（自，2014年）
- 干城章嘉国家公园（自，2016年）
- 那烂陀寺考古遗址（文，2016年）
- 勒·柯布西耶的建筑作品（文，2016年，与法国、瑞士、比利时、德国、阿根廷、日本共有）：政治中心建筑群
- 艾哈迈达巴德历史城区（文，2017年）
- 孟买维多利亚的哥特式和艺术装饰合奏（文，2018年）

## 印度尼西亚（9项）
5项文化遗产，4项自然遗产。
- 婆羅浮屠寺廟群（文，1991年）：包括婆罗浮屠、梅都（英语：Mendut）、巴翁
- 乌戎库隆国家公园（自，1991年）
- 科莫多国家公园（自，1991年）
- 巴兰班南寺院群（文，1991年）
- 桑义兰早期人类遗址（文，1996年）
- 洛伦茨国家公园（自，1999年）
- 苏门答腊的热带雨林遗产（自，2004年）
- 峇里省文化景觀：以蘇巴克為三界和諧哲學的載體（文，2012年）
- 沙哇倫多的翁比林煤礦遺產（文，2019年）

## 伊朗（23项）
22项文化遗产，1项自然遗产。
- 恰高·占比尔（文，1979年）
- 波斯波利斯（文，1979年）
- 伊斯法罕的伊玛目广场（文，1979年）
- 塔赫特苏莱曼（文，2003年）
- 帕萨尔加德（文，2004年）
- 巴姆及其文化景观（文，2004年）
- 苏丹尼耶（文，2005年）
- 贝希斯敦（文，2006年）
- 伊朗的亚美尼亚隐修院集合体（文，2008年）：圣达陡隐修院、圣斯德望隐修院、佐佐尔小堂
- 舒希达历史水力系統（文，2009年）
- 阿尔达比勒的谢赫·萨菲·丁汗那卡和圣地集合体（文，2010年）
- 大不里士历史巴扎建筑群（文，2010年）
- 波斯花园（文，2011年）
- 伊斯法罕的聚禮清真寺（文，2012年）
- 贡巴德·卡武斯高塔（文，2012年）
- 古列斯坦宮（文，2013年）
- 被焚之城（文，2014年）
- 梅满德文化景观（文，2015年）
- 苏萨（文，2015年）
- 卢特沙漠（自，2016年）
- 波斯坎儿井（文，2016年）
- 亚兹德历史城区（文，2017年）
- 法尔斯地区的萨珊王朝考古遗址（文，2018年）

## 伊拉克（4项）
4项文化遗产。
- 哈特拉（文，1985年）
- 亚述古城（文，2003年）
- 萨迈拉古城（文，2007年）
- 埃尔比勒城堡（文，2014年）

## 以色列（9项）
9项文化遗产
- 马萨达（文，2001年）
- 阿卡古城（文，2001年）
- 特拉维夫白城（文，2003年）
- 圣经废丘—米吉多、夏琐和别是巴（文，2005年）
- 香料之路—内盖夫的沙漠城市群（文，2005年）
- 海法和西加利利的巴哈伊圣地（文，2008年）
- 迦密山人类进化遗址：梅尔瓦特河/瓦迪·艾玛哈尔洞穴群（文，2012年）
- 犹大低地的马沙-巴塔·古夫林洞穴，洞穴之乡的缩影（文，2014年）
- 贝特什阿林墓地：犹太人复兴地标（文，2015年）

## 日本（22项）
17项文化遗产，4项自然遗产（其中1项与法国、瑞士、比利时、德国、阿根廷、印度共有）。
- 法隆寺地區的佛教古跡（文，1993年）
- 姬路城（文，1993年）
- 屋久島（自，1993年）
- 白神山地（自，1993年）
- 古京都遺址（京都、宇治和大津市）（文，1994年）
- 白川鄉與五箇山的合掌造聚落（文，1995年）
- 广岛和平纪念馆（原爆圆顶馆）（文，1996年）
- 严岛神社（文，1996年）
- 古奈良的歷史遺跡（文，1998年）
- 日光的神社與寺院（文，1999年）
- 琉球王國的城堡以及相關遺產群（文，2000年）
- 紀伊山地的靈場和參拜道（文，2004年）
- 知床半岛（自，2005年）
- 石见银山（文，2007年）
- 小笠原群島（自，2011年）
- 平泉-象徵著佛教淨土的廟宇、園林與考古遺址（文，2011年）
- 富士山-信仰的對象與藝術的源泉（文，2013年）
- 富冈制丝厂及产业遗产群（文，2014年）
- 明治日本的產業革命遺產 煉鐵·鋼鐵、造船、煤炭產業（文，2015年）
- 勒·柯布西耶的建筑作品（文，2016年，与法国、瑞士、比利时、德国、阿根廷、印度共有）：日本国立西洋美术馆
- 「神宿之島」宗像·沖之島及相關遺產群（文，2017年）
- 長崎與天草地區的隱性基督徒關連遺產（文，2018年）

## 耶路撒冷（1项）
1项文化遗产。
- 耶路撒冷古城及其城墙[a]（文，1981年）

## 约旦（5项）
4项文化遗产，1项双重遗产。
- 佩特拉（文，1985年）
- 库塞尔阿姆拉（英语：Quseir Amra）（文，1985年）
- 乌姆赖萨斯（Kastrom Mefa'a）（文，2004年）
- 瓦地倫（月谷）保護區（自文，2011年）
- 约旦河外伯大尼耶稣受洗地点（文，2015年）

## 哈萨克斯坦（4项）
3项文化遗产，1项自然遗产（其中1项与中国、吉尔吉斯斯坦共有）。
- 霍贾·艾哈迈德·亚萨维的陵墓（文，2003年）
- 泰姆格里的考古景观内的岩刻（文，2004年）
- 萨雅克－北哈萨克干草原与湖群（自，2008年）
- 丝绸之路：长安-天山廊道路网（文，2014年，与中国、吉尔吉斯斯坦共有）

## 朝鲜（2项）
2项文化遗产。
- 高句丽墓葬群（文，2004年）
- 開城歷史建築與遺跡（文，2013年）

## 韩国（14项）
14项文化遗产，1项自然遗产。
- 石窟庵和佛国寺（文，1995年）
- 海印寺藏經板殿，高丽大藏经藏经处（文，1995年）
- 宗庙（文，1995年）
- 昌德宫建筑群（文，1997年）
- 华城古堡（文，1997年）
- 庆州历史区（文，2000年）
- 高敞、和顺、江华支石墓地点群（文，2000年）
- 济州火山岛和熔岩洞（自，2007年）
- 朝鮮王陵（文，2009年）
- 朝鲜历史村落：河回和良洞（文，2010年）
- 南漢山城（文，2014年）
- 百濟歷史遺迹地區（文，2015年）
- 山寺，韓國的山中寺院（文，2018年）：通度寺、浮石寺、鳳停寺、法住寺、麻谷寺、仙巖寺、大興寺
- 韩国新儒学书院（文，2019年）：紹修書院、灆溪書院、玉山書院、陶山書院、筆巖書院、道東書院、屏山書院、武城書院、遯巖書院

## 吉爾吉斯斯坦（2项）
2项文化遗产（其中1项与中国、哈萨克斯坦共有）。
- 苏莱曼—至圣之山（文，2009年）
- 丝绸之路：长安-天山廊道路网（文，2014年，与中国、哈萨克斯坦共有）

## 老挝（2项）
2项文化遗产。
- 琅勃拉邦镇（文，1995年）
- 占巴塞文化景观内的瓦普庙和相关古民居（文，2001年）

## 黎巴嫩（5项）
5项文化遗产。
- 安杰尔（文，1984年）
- 巴勒贝克（文，1984年）
- 比布鲁斯（文，1984年）
- 提尔城（文，1984年）
- 夸底•夸底沙（圣谷）（英语：Kadisha_Valley）和神杉林（英语：Cedars of God）（文，1998年）

## 马来西亚（4项）
2项文化遗产，2项自然遗产。
- 姆鲁山国家公园（自，2000年）
- 京那巴鲁国家公园（自，2000年）
- 马六甲和乔治市，马六甲海峡的历史城市（文，2008年，2011年）
- 玲瓏谷地考古遺址（文，2012年）

## 蒙古（5项）
3项文化遗产，2项自然遗产，其中2项与俄罗斯共有。
- 乌布苏盆地（自，2003年）（与俄罗斯共有）
- 鄂尔浑谷文化景观（文，2004年）
- 阿爾泰山脈岩畫群（文，2011年）
- 大不儿罕合勒敦山及其周围的神圣景观（文，2015年）
- 達斡里亞自然景觀（自，2017年）（与俄罗斯共有）

## 緬甸（1项）
1项文化遗产。
- 古驃国遺址（文，2014年）

## 尼泊尔（4项）
2项文化遗产，2项自然遗产。
- 萨加玛塔国家公园（自，1979年）
- 加德满都谷地（文，1979年）
- 奇特旺皇家国家公园（自，1984年）
- 蓝毗尼，佛祖诞生地（文，1997年）

## 阿曼（5项）
5项文化遗产。
- 巴赫莱要塞（文，1987年）
- 巴特·库特姆和艾因考古遗址（文，1988年）
- 阿拉伯羚羊保護區（自，1994年，2007年被除名[1]）
- 乳香之路（文，2000年）
- 阿曼的阿夫拉贾灌溉体系（文，2006年）
- 卡尔哈特古城（文，2018年）

## 巴基斯坦（6项）
6项文化遗产。
- 摩亨佐达罗考古遗迹（文，1980年）
- 塔克西拉（文，1980年）
- 塔克特依巴依佛教遗址和萨尔依巴赫洛（英语：Sahr-i-Bahlol）古遗址 （文，1980年）
- 塔塔城的历史建筑（文，1981年）
- 拉合尔古堡和夏利玛尔公园（文，1981年）
- 罗赫达斯要塞（文，1997年）

## 巴勒斯坦（3项）
3项文化遗产。
- 耶稣诞生地：伯利恒主诞堂和朝圣线路（文，2012年）
- 橄榄与葡萄酒之地—南耶路撒冷文化景观（文，2014年）
- 希伯倫/哈利勒老城（文，2017年）

## 卡塔爾（1項）
1項文化遺產。
- 祖巴拉考古遺址（文，2013年）

## 菲律宾（6项）
3项文化遗产，3项自然遗产。
- 图巴塔哈群礁自然公园（自，1993年）
- 菲律宾的巴洛克教堂（文，1993年）
- 菲律宾科迪勒拉山的水稻梯田（文，1995年）
- 維甘歷史古城（文，1999年）
- 普林塞萨港地下河国家公园（自，1999年）
- 漢密吉伊坦山野生動植物保護區（自，2014年）

## 俄罗斯（亞洲部分9項）
- 贝加尔湖（自，1996年）
- 堪察加火山群（自，1996年）
- 阿尔泰金山（自，1998年）
- 中锡霍特山脉（自，2001年，2018年）
- 烏布蘇湖（自，2003年，与蒙古共有）
- 弗兰格尔岛保护区的自然系统（自，2004年）
- 普托拉纳高原（自，2010年）
- 勒拿河柱状岩自然公园（自，2012年）
- 外貝加爾山脈景觀（自，2017年，与蒙古共有）

## 沙特阿拉伯（5项）
5项文化遗产。
- 石谷考古地点（迈达因萨利赫）（文，2008年）
- 德拉伊耶的图赖夫区（文，2010年）
- 吉达古城，通向麦加之门（文，2014年）
- 哈伊勒省的岩石艺术（文，2015年）
- 哈萨绿洲，演进的文化景观（文，2018年）

## 斯里兰卡（8项）
6项文化遗产，2项自然遗产。
- 阿努拉德普勒圣城（文，1982年）
- 波隆纳鲁沃古城（文，1982年）
- 锡吉里耶古城（文，1982年）
- 辛哈拉加森林保护区（自，1988年）
- 康提圣城（文，1988年）
- 加勒老城及其堡垒（文，1988年）
- 丹布勒金寺（文，1991年）
- 斯里兰卡中部高地（自，2010年）

## 叙利亚（6项）
6项文化遗产。
- 大马士革古城（文，1979年）
- 布斯拉古城（文，1980年）
- 帕尔米拉古城遗址（文，1980年）
- 阿勒颇古城（文，1986年）
- 骑士堡和萨拉丁城堡（文，2006年）
- 敘利亞北部古村落群（文，2011年）

## 塔吉克斯坦（2項）
1项文化遗产，1项文化遗产。
- 萨拉次木的原始都市地点（文，2010年）
- 塔吉克斯坦国家公园（帕米尔）（自，2013年）

## 泰国（5项）
3项文化遗产，2项自然遗产。
- 素可泰歷史城鎮和相關歷史城鎮（文，1991年）
- 阿瑜陀耶古城（文，1991年）
- 童艾-會卡肯野生生物保護區（包含童·艾·納雷松野生生物保護區、會卡肯野生生物保護區）（自，1991年）
- 班清考古遗址（文，1992年）
- 東巴耶延山－考愛山森林保護區（自，2005年）

## 土耳其（18項）
16項文化遺產，2項雙重遺產。
- 伊斯坦布爾歷史區（文，1985年）
- 格雷梅国家公园和卡帕多细亚的岩石景观（自文，1985年）
- 迪夫里伊的大清真寺和医院（英语：Great Mosque and Hospital of Divriği）（文，1985年）
- 哈图沙：赫梯首都（文，1986年）
- 内姆鲁特山（文，1987年）
- 桑索斯和莱顿（英语：Letoon）（文，1988年）
- 希拉波利斯和棉花堡（自文，1988年）
- 萨夫兰博卢城（文，1994年）
- 特洛伊考古遗址（文，1998年）
- 塞利米耶清真寺（文，2011年）
- 加泰土丘的新石器時代遺址（文，2012年）
- 布尔萨和库马利吉兹克：奥斯曼帝国的诞生（文，2014年）
- 帕加马及其多层次文化景观（文，2014年）
- 迪亚巴克尔堡垒和赫夫塞尔花园文化景观（文，2015年）
- 以弗所（文，2015年）
- 阿尼的歷史古城（文，2016年）
- 阿芙洛蒂西亚斯（文，2017年）
- 哥贝克力石阵（文，2018年）

## 土库曼斯坦（3项）
3项文化遗产。
- “古代梅尔夫”国家历史文化公园（文，1999年）
- 庫尼亞烏爾根奇（文，2005年）
- 尼萨的安息要塞（文，2007年）

## 乌兹别克斯坦（4项）
4项文化遗产。
- 伊欽·卡拉內城（文，1990年）
- 布哈拉历史中心（文，1993年）
- 沙赫里萨布兹历史中心（文，2000年）
- 撒马尔罕—文化交汇之地（文，2001年）

## 阿拉伯联合酋长国（1项）
1项文化遗产。
- 艾恩文化遗址：哈菲特、西里、比达-宾特-沙特以及绿洲（文，2011年）

## 也门（4项）
3项文化遗产，1项自然遗产
- 城墙环绕的希巴姆古城（文，1982年）
- 萨那古城（文，1986年）
- 乍比得历史古城（文，1993年）
- 索科特拉群島（自，2008年）

## 新加坡（1项）
1项文化遗产。
- 新加坡植物園（文，2015年）

## 越南（8项）
5项文化遗产，2项自然遗产，1项双重遗产。
- 顺化古迹建筑群（文，1993年）
- 下龙湾（自，1994年，2000年）
- 会安古镇（文，1999年）
- 美山圣地（文，1999年）
- 峰牙-己榜国家公园（自，2003年）
- 河内升龙皇城（文，2010年）
- 胡朝时期的城堡（文，2011年）
- 长安名胜群（自文，2014年）

## 註解
1. ↑  联合国教科文组织未明确标明该遗产所在国，由约旦申报。